# Caragolina costalis
Caragolina costalis är en fjärilsart som beskrevs av Moore 1879. Caragolina costalis ingår i släktet Caragolina och familjen tofsspinnare. Inga underarter finns listade i Catalogue of Life.